# Single numer jeden w roku 1973 (USA)
Notowanie Billboard Hot 100 przedstawia najlepiej sprzedające się single w Stanach Zjednoczonych. Publikowane jest ono przez magazyn Billboard, a dane kompletowane są przez Nielsen SoundScan w oparciu o cotygodniowe wyniki sprzedaży cyfrowej oraz fizycznej singli, a także częstotliwość emitowania piosenek na antenach stacji radiowych.

## Historia notowania
| Data publikacji | Piosenka                                     | Artysta                    |
| --------------- | -------------------------------------------- | -------------------------- |
| 6 stycznia      | „You’re So Vain”                             | Carly Simon                |
| 13 stycznia     | „You’re So Vain”                             | Carly Simon                |
| 20 stycznia     | „You’re So Vain”                             | Carly Simon                |
| 27 stycznia     | „Superstition”                               | Stevie Wonder              |
| 3 lutego        | „Crocodile Rock”                             | Elton John                 |
| 10 lutego       | „Crocodile Rock”                             | Elton John                 |
| 17 lutego       | „Crocodile Rock”                             | Elton John                 |
| 24 lutego       | „Killing Me Softly with His Song”            | Roberta Flack              |
| 3 marca         | „Killing Me Softly with His Song”            | Roberta Flack              |
| 10 marca        | „Killing Me Softly with His Song”            | Roberta Flack              |
| 17 marca        | „Killing Me Softly with His Song”            | Roberta Flack              |
| 24 marca        | „Love Train”                                 | The O’Jays                 |
| 31 marca        | „Killing Me Softly with His Song”            | Roberta Flack              |
| 7 kwietnia      | „The Night the Lights Went Out in Georgia”   | Vicki Lawrence             |
| 14 kwietnia     | „The Night the Lights Went Out in Georgia”   | Vicki Lawrence             |
| 21 kwietnia     | „Tie a Yellow Ribbon Round the Ole Oak Tree” | Tony Orlando and Dawn      |
| 28 kwietnia     | „Tie a Yellow Ribbon Round the Ole Oak Tree” | Tony Orlando and Dawn      |
| 5 maja          | „Tie a Yellow Ribbon Round the Ole Oak Tree” | Tony Orlando and Dawn      |
| 12 maja         | „Tie a Yellow Ribbon Round the Ole Oak Tree” | Tony Orlando and Dawn      |
| 19 maja         | „You Are the Sunshine of My Life”            | Stevie Wonder              |
| 26 maja         | „Frankenstein”                               | Edgar Winter               |
| 2 czerwca       | „My Love"                                    | Wings                      |
| 9 czerwca       | „My Love”                                    | Wings                      |
| 16 czerwca      | „My Love”                                    | Wings                      |
| 23 czerwca      | „My Love”                                    | Wings                      |
| 30 czerwca      | „Give Me Love (Give Me Peace on Earth)”      | George Harrison            |
| 7 lipca         | „Will It Go Round in Circles”                | Billy Preston              |
| 14 lipca        | „Will It Go Round in Circles”                | Billy Preston              |
| 21 lipca        | „Bad, Bad Leroy Brown”                       | Jim Croce                  |
| 28 lipca        | „Bad, Bad Leroy Brown”                       | Jim Croce                  |
| 4 sierpnia      | „The Morning After”                          | Maureen McGovern           |
| 11 sierpnia     | „The Morning After”                          | Maureen McGovern           |
| 18 sierpnia     | „Touch Me in the Morning”                    | Diana Ross                 |
| 25 sierpnia     | „Brother Louie”                              | Stories                    |
| 1 września      | „Brother Louie”                              | Stories                    |
| 8 września      | „Let’s Get It On”                            | Marvin Gaye                |
| 15 września     | „Delta Dawn”                                 | Helen Reddy                |
| 22 września     | „Let’s Get It On”                            | Marvin Gaye                |
| 29 września     | „We’re an American Band”                     | Grand Funk Railroad        |
| 6 października  | „Half-Breed”                                 | Cher                       |
| 13 października | „Half-Breed”                                 | Cher                       |
| 20 października | „Angie”                                      | The Rolling Stones         |
| 27 października | „Midnight Train to Georgia”                  | Gladys Knight & the Pips   |
| 3 listopada     | „Midnight Train to Georgia”                  | Gladys Knight and the Pips |
| 10 listopada    | „Keep on Truckin’”                           | Eddie Kendricks            |
| 17 listopada    | „Keep on Truckin’”                           | Eddie Kendricks            |
| 24 listopada    | „Photograph”                                 | Ringo Starr                |
| 1 grudnia       | „Top of the World”                           | The Carpenters             |
| 8 grudnia       | „Top of the World”                           | The Carpenters             |
| 15 grudnia      | „The Most Beautiful Girl”                    | Charlie Rich               |
| 22 grudnia      | „The Most Beautiful Girl”                    | Charlie Rich               |
| 29 grudnia      | „Time in a Bottle”                           | Jim Croce                  |